# 任九皋
任九皋（Denis Jen，1924年—2020年5月28日），是一位新加坡華人企業家。

## 生平
1924年出生于北京，祖籍江苏省宜兴。1948年毕业于上海震旦大学法律系，後任職於上海美資阿樂滿律師事務所，後從商。至1952年，他往台灣派克鋼筆公司任海外市場代理，並從事成衣出口而致富，1993年結束在台生意退休移民新加坡後，再轉居澳洲，以70歲高齡再創事業第二春，經營8家大型購物中心，成為澳洲華裔首富、2006年被《富比士》評為新加坡第8大富豪，身家約165億元台幣。

## 著作
- 《大生意小故事：新加坡华裔富商的成功之道》（ISBN  9787214046901 ）

## 外部連結
- 富豪欠稅三千萬書記官「勤按電鈴」全討回